# Perșotravneve, Ovruci
Perșotravneve (în ucraineană Першотравневе) este o așezare de tip urban din raionul Ovruci, regiunea Jîtomîr, Ucraina. În afara localității principale, nu cuprinde și alte sate.

## Demografie
Componența lingvistică a așezării de tip urban Perșotravneve
     Ucraineană (91%)
     Rusă (7,79%)
     Belarusă (1,02%)
     Alte limbi (0,08%)
Conform recensământului din 2001, majoritatea populației așezării de tip urban Perșotravneve era vorbitoare de ucraineană (91%), existând în minoritate și vorbitori de rusă (7,79%) și belarusă (1,02%).